# Wereldkampioenschap wegrace 1954
Het wereldkampioenschap wegrace seizoen 1954 was het zesde in de geschiedenis van het door de FIM georganiseerde wereldkampioenschap wegrace.

## Algemeen
In 1954 kwam de definitieve doorbraak van de stroomlijnkuipen. Hoewel ze aanvankelijk door de Italianen onder aanvoering van Moto Guzzi waren ingevoerd, werden de NSU's er in de lichte klassen vrijwel onverslaanbaar door. Rupert Hollaus was met zijn 250cc-NSU Rennmax vaak sneller dan de 350cc-Moto Guzzi Monocilindrica. Jammer genoeg verongelukte Hollaus tijdens de Grand Prix des Nations op Monza, toen de 125cc-wereldtitel hem al niet meer kon ontgaan. Hij eindigde postuum op de tweede plaats in de 250cc-klasse. NSU trok zich uit het wereldkampioenschap terug. Bij de GP van Spanje waren veel teams weggebleven: AJS, BMW, DKW, Gilera, Norton en NSU kwamen niet opdagen. De wereldtitels stonden immers al vast vóór de wedstrijd begon. Dat verslechterde de sfeer in het Grand Prix-circus, omdat de Spanjaarden zich niet serieus genomen voelden. In 1954 trok de Isle of Man TT een bijzondere bezoeker: Soichiro Honda kwam zijn licht opsteken over de techniek die in de Europese racemotoren werd toegepast. De Ultra-Lightweight TT en de Sidecar TT werden op het eiland Man gereden op een korter circuit, de Clypse Course. De andere klassen bleven op de Mountain Course. De Duitse Grand Prix werd na het débacle van 1953 niet meer op de Schottenring, maar op de Solitudering verreden.
|         | 1e | 2e | 3e | 4e | 5e | 6e |
| ------- | -- | -- | -- | -- | -- | -- |
| Punten: | 8  | 6  | 4  | 3  | 2  | 1  |

|               | 125 cc | 250 cc | 350 cc | 500 cc | Zijspan |
| ------------- | ------ | ------ | ------ | ------ | ------- |
| Aantal races: | 6      | 7      | 9      | 8      | 6       |
| Tellend:      | 4      | 4      | 5      | 5      | 4       |

## Merken/teams
- AJS reed zijn laatste seizoen met de E 95, waar Rod Coleman slechts twaalfde mee werd in het wereldkampioenschap. Men ging zich als onderdeel van Associated Motor Cycles richten op de Matchless G45-productieracer. Ook de ontwikkeling van de 350cc-AJS 7R werd stopgezet.
- BMW had eerst haar RS 53 doorontwikkeld tot de RS 54, die als soloracer nog nauwelijks werd ingezet, maar die in de zijspancombinatie van Wilhelm Noll en Fritz Cron scoorde BMW haar eerste van negentien wereldtitels.
- DKW trad sporadisch aan in de 350cc-klasse met Siegfried Wünsche, maar de DKW RM 350 was nog niet ver genoeg doorontwikkeld.
- Gilera was beducht voor de nieuwe Moto Guzzi viercilinder en Franco Passoni hing op advies van Geoff Duke de motor 7½ cm lager in het frame. Er werd geëxperimenteerd met de vogelbekstroomlijn en aan het einde van het seizoen reed Duke voor het eerst met een druppelstroomlijn. De Gilera 500 4C was op die manier nog steeds veel te sterk voor de tegenvallende Moto Guzzi en de grootste tegenstand kwam uiteindelijk van Ray Amm met de Norton Manx.
- Mondial had zich in 1953 voorlopig uit het wereldkampioenschap teruggetrokken om Alfonso Drusiani de kans te geven om de 125 Bialbero door te ontwikkelen. Pas in de laatste twee wedstrijden kwam drievoudig Italiaans kampioen Tarquinio Provini met de Mondial aan de start. Hij werd met de Bialbero tweede in de GP des Nations, maar in de GP van Spanje liet hij de Bialbero staan. Hij won de race wel, maar met de 125 Monoalbero-productieracer.
- Moto Guzzi nam nog steeds deel in drie klassen, maar de Moto Guzzi Bialbero 250 was geen partij voor de veel sterkere NSU Rennmax. In de 350cc-klasse was de concurrentie veel minder sterk met de verouderende AJS 7R en Norton 40M. In de 500cc-klasse mislukte de peperdure Quattro Cilindri met brandstofinjectie totaal. Halverwege het seizoen schreef Moto Guzzi de machine feitelijk af en begon aan de ontwikkeling van een nog veel duurder project, de Otto Cilindri-V8.
- MV Agusta kon nog lang geen vuist maken tegen de veel te sterke Gilera 500 4C. Bill Lomas scoorde geen enkel punt en Dickie Dale won pas in Spanje, toen Gilera niet eens meer verscheen omdat de wereldtitel toch al binnen was. In de 125cc-klasse deed MV Agusta het met de MV Agusta 125 Bialbero beter, maar het was niet opgewassen tegen Rupert Hollaus en de NSU Rennfox.
- Norton had de motoren van de 350- en 500cc-Norton Manx vernieuwd en Ray Amm wist Geoff Duke (Gilera) in de Ulster Grand Prix te verslaan. Daarna begon Duke echter de ene na de andere race te winnen. Ook in de 350cc-klasse begon Amm goed met overwinningen in de Ulster Grand Prix en de GP van Duitsland, maar toen Moto Guzzi de betrouwbaarheidsproblemen overwon trok Fergus Anderson aan het langste eind.
- NSU had een uitstekend seizoen: Werner Haas en Rupert Hollaus wonnen alle races in de 125- en de 250cc-klasse, tot Hollaus tijdens de training van de Grand Prix des Nations verongelukte. Zowel Hollaus als Haas waren toen al wereldkampioen, maar NSU trok zich terug uit de wegraces om (als fabrieksteam) nooit meer terug te keren.

## Coureurs
- Dickie Dale stapte van Gilera over naar MV Agusta.
- Ken Kavanagh was al tijdens de laatste GP van 1953 overgestapt van Norton naar Moto Guzzi.
- Umberto Masetti keerde terug als fabrieksrijder bij Gilera.
- Nello Pagani stapte van Gilera over naar MV Agusta.
- Tarquinio Provini werd gecontracteerd door Mondial, maar kwam pas aan het einde van het seizoen in twee GP's aan de start. Dankzij een tweede plaats en een overwinning eindigde hij desondanks als vierde in het wereldkampioenschap.
- Inge Stoll veroorzaakte lichte paniek tijdens de TT van Man en de Ulster Grand Prix. Daar had men niet gerekend op een vrouwelijke deelnemer, maar met had in de reglementen (nog) niets opgenomen dat vrouwelijke deelname verbood.
- Luigi Taveri reed het seizoen met een 500cc-Norton Manx, maar ook met een 250cc-Moto Guzzi en hij stapte ook nog in het zijspan van landgenoot Hans Haldemann. Tijdens de Grand Prix van Spanje kreeg hij een fabrieks-MV Agusta 500 4C, waarmee hij de finish echter niet haalde. Het was de opstap voor het seizoen 1955, toen hij voor MV Agusta in de 125- en de 250cc-klasse aantrad.

### Gestopt
Otto Daiker, Bill Doran en Ken Mudford hadden hun carrières beëindigd.

### Overleden
- Op 18 juni verongelukte Simon Sandys-Winsch tijdens de Senior TT bij de Highlander
- Op 4 juli verongelukte Gordon Laing tijdens de 350cc-race in België.
- Op 25 juli verongelukte Dennis Lashmar tijdens de 500cc-race in Duitsland.
- Op 11 september verongelukte Rupert Hollaus tijdens de training van de GP des Nations op Monza

## Races
GP van Frankrijk, Reims
Een groot deel van de toprijders en -merken, vooral in de 500cc-klasse, verscheen helemaal niet in Frankrijk omdat men zich wilde voorbereiden op de TT van Man.
Isle of Man TT, Mountain Course, Clypse Course
Er ontstond wat commotie toen de Sidecar TT een vrouwelijke deelneemster bleek te hebben: de Duitse Inge Stoll, die als bakkeniste fungeerde in het zijspan van Jacques Drion. Daar was men niet op voorbereid en organisatie, publiek én pers vroegen zich af of de deelname van een vrouw wel verantwoord was. Men had er echter niets over opgenomen in het reglement en Stoll was al een ervaren bakkeniste. De Auto-Cycle Union had in samenwerking met het eilandbestuur besloten een tweede circuit in te richten, de Clypse Course. Dat deed men mogelijk naar het voorbeeld van de Ulster Grand Prix, die van het Clady Circuit was verhuisd naar het Dundrod Circuit. Dit was niet alleen veiliger, maar ook breder, waardoor de zijspanklasse er kon starten. Met de Clypse Course bereikte men ook een veel korter circuit dan de gebruikelijke Snaefell Mountain Course. Daardoor kon het publiek de deelnemers van de Ultra-Lightweight TT vaker zien langskomen. Zij startten namelijk niet met een interval-start, maar met een massastart, waardoor ze dichter bij elkaar bleven. Op de Mountain Course moest het publiek steeds een half uur wachten voordat het veld voorbij kwam, maar nu kwamen de rijders in anderhalf uur tijd tien keer voorbij. Men had het echter slim aangepakt: grote delen van de Mountain Course maakten ook deel uit van de Clypse Course, zodat men niet veel extra wegafsluitingen hoefde te realiseren. Het was de hele week slecht weer. Daardoor startte de Senior TT anderhalf uur later dan gepland, werd de Junior TT ingekort naar vijf ronden en de Lightweight TT naar drie ronden. Ook dit jaar eiste de TT van Man weer levens: al tijdens een onofficiële training op 31 mei verongelukte de Australiër Laurie Boulter bij Handley's Corner. De Brit Raymond Ashford verongelukte op 7 juni tijdens de trainingen bij Laurel Bank. Tijdens de Senior TT op 18 juni verongelukte Simon Sandys-Winsch bij de Highlander.
Ulster Grand Prix, Dundrod
De Ulster Grand Prix werd in de week na de TT van Man georganiseerd. Daarmee werden veel kosten bespaard. In het jaar ervoor moesten de coureurs en teams na de TT naar het vasteland van Europa reizen om tussen de GP van Frankrijk en de GP van Zwitserland helemaal naar Noord-Ierland heen en weer te reizen. Nu kon men meteen de korte bootreis van Peel naar Portaferry maken. Er waren geen gecombineerde klassen meer, elke klasse reed haar eigen race waardoor de coureurs niet meer hoefden te kiezen in welke klasse ze startten.
GP van België, Spa-Francorchamps
Dat Moto Guzzi na de mislukte TT van Man haar team tijdens de Ulster Grand Prix had teruggetrokken, leek zich uit te betalen. Ken Kavanagh, Fergus Anderson en Enrico Lorenzetti presteerden goed in de 350cc-race. Die race werd overschaduwd door de dood van Gordon Laing, een persoonlijke vriend van Kavanagh, die in Ulster hoge ogen had gegooid. Het weerhield Kavanagh er niet van om in de 500cc-race een topprestatie neer te zetten met de Moto Guzzi Quattro Cilindri. MV Agusta leek het voorbeeld van Moto Guzzi te volgen: het hele team bleef in Italië.
Dutch TT, Assen
In Assen werd de werelditel in de 250cc-klasse al beslist. Ook Geoff Duke deed in de 500cc-klasse goede zaken, net als Rupert Hollaus in de 125cc-klasse. De Nederlander Drikus Veer kreeg voor de gelegenheid een reserve-Gilera 500 4C.
GP van Duitsland, Solitudering
Opmerkelijk genoeg bleef DKW bij haar eigen thuis-Grand Prix weg, maar daar stond tegenover dat er voor het eerst deelname uit de Duitse Democratische Republiek was: privérijder Edgar Barth met een Norton en MZ verscheen in de 125cc-klasse met de fabrieksrijders Horst Fügner en Erhart Krumpholz. Geen van hen scoorde punten. De Duitse Grand Prix werd overschaduwd door het overlijden van de Brit Dennis Lashmar.
GP van Zwitserland, Bremgarten
MV Agusta had besloten in Italië te blijven nu de resultaten van de MV Agusta 500 4C tegenvielen. Dat gold ook voor DKW, dat haar RM 350 nog wilde doorontwikkelen. De Moto Guzzi Monocilindrica 350's bleven dit keer heel en prompt bezette het merk de eerste twee plaatsen in de 350cc-race. Daardoor bleef de 350cc-klasse spannend, net als de zijspanklasse, waar Wilhelm Noll en Eric Oliver de koppositie na deze Grand Prix deelden.
GP de Nations, Monza
De Grand Prix des Nations werd overschaduwd door de dood van Rupert Hollaus tijdens de trainingen. Het team van NSU trok zich meteen terug om - als fabrieksteam - nooit meer terug te keren. 100.000 toeschouwers zagen in de soloklassen uitsluitend Italiaanse machines winnen. Geoff Duke won zijn vijfde Grand Prix op rij, Guido Sala won de enige Grand Prix van zijn carrière en Wilhelm Noll/Fritz Cron profiteerden van de afwezigheid van Eric Oliver en grepen de zijspantitel.
GP van Spanje, Montjuïc
De Grand Prix van Spanje werd gedevalueerd door het ontbreken van de fabrieksteams van AJS, Norton en Gilera, die niet verschenen omdat de wereldtitels al vergeven waren. Ook NSU verscheen niet, maar dat team had zich voorgoed teruggetrokken na het dodelijke ongeval van Rupert Hollaus in de training van de GP de Nations.

## 500cc-klasse
Pierre Monneret werd al in de openingsrace van 1954 (Frankrijk) de eerste Fransman die een WK-race won. Hij was echter zeker niet de eerste keus van Gilera, dat was Geoff Duke, die vijf van de negen wedstrijden won. De Italiaanse coureurs Alfredo Milani en Umberto Masetti waren niet blij met hun ondergeschikte rol, vooral omdat ook Reg Armstrong meer steun van Gilera kreeg dan zijzelf. Ray Amm werd met de Norton Manx tweede in het WK na een omstreden overwinning in de Senior TT, die werd ingekort nadat Duke al een pitstop gemaakt had. Amm hoefde die stop niet meer te maken en boekte daardoor een flinke tijdwinst. Toch had hij al steeds snellere ronden gedraaid dan de concurrenten, waardoor hij waarschijnlijk toch gewonnen zou hebben. In elk geval werden alle protesten door de Auto-Cycle Union terzijde geschoven. De 500cc-race van de Ulster Grand Prix moest vanwege de regen van 27 naar 15 ronden worden ingekort en voldeed daarmee niet meer aan de vereiste afstand, waardoor het resultaat niet meetelde. De race werd gewonnen door Ray Amm, vóór Rod Coleman (AJS E95) en Gordon Laing (Norton Manx). Coleman miste hier zijn laatste kans om met zijn "AJS Porcupine" een podiumplaats te pakken. In België begon de zegetocht van Geoff Duke met de Gilera. Ken Kavanagh werd hier tweede met de tegenvallende Moto Guzzi Quattro Cilindri die hem niet verder zou brengen dan een derde plaats in het WK. De belangrijkste teams lieten de Spaanse GP schieten omdat alle titels al beslist waren. Dickie Dale won hier met de MV Agusta 500 4C, Kavanagh werd tweede en Nello Pagani derde. Ook hij reed een MV Agusta.
GP van Frankrijk, Reims
Pierre Monneret zou niet in de TT van Man starten en hij kreeg - zoals vaker - een fabrieks-Gilera 500 4C tot zijn beschikking. Zo werd hij de teamgenoot van Alfredo Milani, die ook niet naar Man zou gaan, en van Geoff Duke, die de extra trainingsrondjes op Man niet nodig had. Duke leidde de race ook, maar viel terug door motorproblemen. Zo won Monneret voor Milani, maar het niveauverschil met de concurrentie was enorm: Jacques Collot stond als derde op het erepodium, maar had twee ronden achterstand. Een toekomstig wereldkampioen, Luigi Taveri, scoorde de eerste WK-punten van zijn carrière.
Isle of Man TT, Mountain Course
De Senior TT begon anderhalf uur te laat, maar was gepland voor zes ronden. Ray Amm reed steeds de snelste ronden en ging ook aan de leiding toen Geoff Duke zijn pitstop maakte om te tanken. Amm plande die stop een ronde later. Na het ongeval waarbij Simon Sandys-Winsch dodelijk verongelukte werd de race echter ingekort tot slechts vier ronden. Dat bespaarde Amm zijn tankstop waardoor zijn overwinning vergemakkelijkt werd. Gilera protesteerde, maar die protesten werden door de ACU terzijde geschoven, waarschijnlijk terecht, want Norton-rijder Amm was de hele race al sneller geweest dan Duke. Sandys-Winsch was op de natte baan gevallen bij de Highlander, maar er raakten nog acht andere coureurs ernstig gewond tijdens de Senior TT en waarschijnlijk gaf dat de doorslag om de race in te korten. Sandys-Winsch had overigens maar één motorfiets, een 350cc-Velocette KTT Mk VIII, waarmee hij in de Junior TT was uitgevallen. Bill Lomas verving bij MV Agusta de verongelukte Les Graham, maar viel met de MV Agusta 500 4C uit. Stalgenoot Dickie Dale werd slechts zevende.
Ulster Grand Prix, Dundrod
Er was wel degelijk een 500cc-race in Ulster, die werd gewonnen door Ray Amm voor Rod Coleman en Gordon Laing. Door het slechte weer werd de race echter ingekort van 27 tot slechts 15 ronden en daardoor leverde ze geen geldig resultaat op.
GP van België, Spa-Francorchamps
In de 500cc-race was Geoff Duke oppermachtig, terwijl zijn grootste concurrent Ray Amm uitviel. Nu werd Ken Kavanagh met zijn Moto Guzzi Quattro Cilindri tweede, maar hij had ruim een minuut achterstand. Toch was het voor de slecht presterende viercilinder van Moto Guzzi een uitstekend resultaat. Derde werd de Belg Léon Martin, nog voor de fabrieks-AJS E95 van Bob McIntyre. Geoff Duke nam in de WK-stand nu een behoorlijke voorsprong op Ray Amm en Pierre Monneret.
Dutch TT, Assen
De verschillen in de 500cc-klasse waren weer enorm. Geoff Duke (Gilera) won met anderhalve minuut voorsprong op Fergus Anderson met de Moto Guzzi viercilinder. Die had het gevecht met Carlo Bandirola (MV Agusta) nipt gewonnen. Rod Coleman liep met de AJS E95 ruim twee minuten achterstand op. Omdat Gilera zowel Alfredo Milani als Umberto Masetti thuis had gelaten, was er voor Drikus Veer een machine beschikbaar. Hij moest Duke en Reg Armstrong wel voor laten, maar dat was geen probleem. Veer werd slechts achtste en Armstrong haalde de finish niet. Omdat ook Ray Amm (Norton) uitviel, liep Duke erg ver uit in het wereldkampioenschap. Pierre Monneret stond daarin nog steeds op de gedeelde tweede plaats, maar hij was geen bedreiging omdat hij slechts af en toe een fabrieks-Gilera kreeg.
GP van Duitsland, Solitudering
Geoff Duke won zijn derde Grand Prix op rij, maar was met nog drie races te gaan nog steeds niet zeker van de wereldtitel. Ray Amm finishte slechts drie seconden na Duke. Daarachter waren de gaten groter: derde man Reg Armstrong had al meer dan een minuut achterstand. De MV Agusta 500 4C kwam nog steeds niet uit de verf: Dickie Dale werd als twintigste geklasseerd en Carlo Bandirola viel uit. Dennis Lashmar kwam ten val en overleed als gevolg van een schedelbasisfractuur.
GP van Zwitserland, Bremgarten
Na een wat moeizame start van het seizoen won Geoff Duke nu zijn vierde race op rij en was hij eindelijk zeker van de wereldtitel. Ray Amm werd met zijn Norton Manx tweede, maar Reg Armstrong deed met zijn derde plaats goede zaken, want hij steeg drie posities in de WK-stand. Pierre Monneret kreeg weer de beschikking over een Gilera 500 4C maar hij werd slechts zevende, achter de AJS E95's van Rod Coleman en Derek Farrant. De Moto Guzzi Quattro Cilindri's vielen uit, maar het doek was inmiddels over deze machines al gevallen.
GP de Nations, Monza
Dat Geoff Duke de 500cc-race won was inmiddels geen verrassing. Umberto Masetti, die van Gilera slechts één start in het WK kreeg, maakte daarvan optimaal gebruik door tweede te worden. Libero Liberati kwam pas voor de tweede keer aan de start, maar hij had zich van Gilera moeten concentreren op het Italiaans kampioenschap, waarin hij tweede werd.
GP van Spanje, Montjuïc
Zonder de Gilera's en de Nortons konden MV Agusta en Moto Guzzi goede zaken doen. MV Agusta gaf daarvoor een viercilinder aan Luigi Taveri en liet ook Carlo Bandirola en Nello Pagani aantreden. Bandirola was de enige die in 1954 al podiumplaatsten had gescoord, maar Dickie Dale was eerste rijder en had bijna alle GP's gereden. Hij was echter nog niet verder gekomen dan een vierde plaats in de GP des Nations. Zonder grote tegenstand won Dale nu wel, voor Ken Kavanagh met de Moto Guzzi Quattro Cilindri. Pagani werd derde. De rest van de punten werden verdeeld onder privérijders met Norton 30M's. De race was een slijtageslag geweest, van de 21 deelnemers haalden slechts 10 de finish. Dale klom door zijn overwinning van de elfde naar de vierde plaats in het wereldkampioenschap.

### Uitslagen 500cc-klasse
|   | Datum        | Race               | Circuit           | 1e                                      | 2e                                      | 3e                                      | Snelste ronde                           |
| - | ------------ | ------------------ | ----------------- | --------------------------------------- | --------------------------------------- | --------------------------------------- | --------------------------------------- |
| 1 | 30 mei       | GP van Frankrijk   | Reims             | Pierre Monneret                         | Alfredo Milani                          | Jacques Collot                          | Pierre Monneret                         |
| 2 | 18 juni      | Isle of Man TT     | Mountain Course   | Ray Amm                                 | Geoff Duke                              | Jack Brett                              | Ray Amm                                 |
| 3 | 24 juni      | Ulster Grand Prix  | Dundrod           | Door slecht weer geen tellend resultaat | Door slecht weer geen tellend resultaat | Door slecht weer geen tellend resultaat | Door slecht weer geen tellend resultaat |
| 4 | 4 juli       | GP van België      | Spa-Francorchamps | Geoff Duke                              | Ken Kavanagh                            | Léon Martin                             | Geoff Duke                              |
| 5 | 10 juli      | TT van Assen       | Assen             | Geoff Duke                              | Fergus Anderson                         | Carlo Bandirola                         | Geoff Duke                              |
| 6 | 25 juli      | GP van Duitsland   | Solitude          | Geoff Duke                              | Ray Amm                                 | Reg Armstrong                           | Geoff Duke                              |
| 7 | 22 augustus  | GP van Zwitserland | Bremgarten        | Geoff Duke                              | Ray Amm                                 | Reg Armstrong                           | Geoff Duke                              |
| 8 | 12 september | GP des Nations     | Monza             | Geoff Duke                              | Umberto Masetti                         | Carlo Bandirola                         | Geoff Duke                              |
| 9 | 3 oktober    | GP van Spanje      | Montjuïc          | Dickie Dale                             | Ken Kavanagh                            | Nello Pagani                            | Ken Kavanagh                            |

### Eindstand 500cc-klasse
| Pos. | Coureur         | Motorfiets | Ptn.    |
| ---- | --------------- | ---------- | ------- |
| 1    | Geoff Duke      | Gilera     | 40 (46) |
| 2    | Ray Amm         | Norton     | 20      |
| 3    | Ken Kavanagh    | Moto Guzzi | 16      |
| 4    | Dickie Dale     | MV Agusta  | 13      |
| 5    | Reg Armstrong   | Gilera     | 13      |
| 6    | Pierre Monneret | Gilera     | 8       |
| 7    | Fergus Anderson | Moto Guzzi | 8       |
| 8    | Carlo Bandirola | MV Agusta  | 8       |
| 9    | Jack Brett      | Norton     | 8       |
| 10   | Alfredo Milani  | Gilera     | 6       |
| 10   | Umberto Masetti | Gilera     | 6       |
| 12   | Rod Coleman     | AJS        | 5       |
| 13   | Jacques Collot  | Norton     | 4       |
| 13   | Léon Martin     | Gilera     | 4       |
| 13   | Nello Pagani    | MV Agusta  | 4       |

| Pos. | Coureur          | Motorfiets       | Ptn. |
| ---- | ---------------- | ---------------- | ---- |
| 16   | Bob McIntyre     | AJS              | 4    |
| 17   | Luigi Taveri     | Norton/MV Agusta | 3    |
| 17   | Tommy Wood       | Norton           | 3    |
| 19   | Bob Matthews     | Norton           | 2    |
| 19   | Rudy Allison     | Norton           | 2    |
| 19   | Keith Campbell   | Norton           | 2    |
| 19   | Auguste Goffin   | Norton           | 2    |
| 23   | Cyril Julian     | Norton           | 1    |
| 23   | Gordon Laing (†) | Norton           | 1    |
| 23   | Peter Murphy     | Matchless        | 1    |
| 23   | Derek Farrant    | AJS              | 1    |
| 23   | Harold Clark     | Norton           | 1    |

(Punten tussen haakjes zijn inclusief streepresultaten)

### Constructeurstitel 500cc-klasse
| Pos. | Constructeur | Ptn.    |
| ---- | ------------ | ------- |
| 1    | Gilera       | 40 (54) |
| 2    | Norton       | 27 (29) |
| 3    | Moto Guzzi   | 22      |
| 4    | MV Agusta    | 16      |
| 5    | AJS          | 8       |
| 6    | Matchless    | 1       |

(Punten tussen haakjes zijn inclusief streepresultaten)

## 350cc-klasse
In 1954 kreeg de Moto Guzzi Monocilindrica 350 een heel nieuwe motor, met een kortere slag en dubbele bovenliggende nokkenassen. Er werd een tonvormige tank onder de dummytank geplaatst en de druppelstroomlijn werd steeds aangepast. Fergus Anderson had een voorkeur voor een volledig ingekapselde achterkant. Tegenstand was er voor Moto Guzzi niet: de Norton Manx en de AJS 7R waren aan het einde van hun ontwikkeling en de DKW RM 350 nog niet ver genoeg doorontwikkeld.
GP van Frankrijk, Reims
Ook in de 350cc-race waren alle toprijders afwezig en won Pierre Monneret, dit keer met een AJS 7R. De Belg Auguste Goffin werd met een Norton Manx tweede voor Bob Matthews met een toch al hopeloos verouderde Velocette KTT Mk VIII.
Isle of Man TT, Mountain Course
Voor het eerst sinds 1922 won AJS de Junior TT. Rod Coleman won, maar dankte zijn overwinning ook aan het uitvallen van Ray Amm met de Norton Manx en alle deelnemers met de Moto Guzzi Monocilindrica 350. MV Agusta bracht de nieuwe 350 Quattro Cilindri aan de start, maar Bill Lomas werd er slechts zevende mee en Dickie Dale kwam niet verder dan de 25e plaats.
Ulster Grand Prix, Dundrod
Het fabrieksteam van Moto Guzzi (waarvan tijdens de TT van Man iedereen was uitgevallen), was niet naar Ulster gereisd. Dat gaf Norton en AJS vrij spel en Ray Amm won ook de 350cc-race voor zijn teamgenoot Jack Brett en Bob McIntyre met de AJS 7R. Gordon Laing, die een mooie derde plaats in de 500cc-race verloren had zien gaan omdat het resultaat niet telde, werd nu vierde.
GP van België, Spa-Francorchamps
Het 350cc-team van Moto Guzzi had nog geen punt gescoord, hoewel zij het verst waren met de ontwikkeling van de stroomlijnkuipen waarvan ook de Moto Guzzi Monocilindrica 350 was voorzien. Ook de motor was volledig herzien, had nu dubbele bovenliggende nokkenassen die door een koningsas werden aangedreven. In België keerde het tij: Ken Kavanagh won voor zijn teamgenoot Fergus Anderson en Enrico Lorenzetti werd vierde. Hij moest Siegfried Wünsche met zijn tweetakt-DKW RM 350 voor laten gaan. De race werd ontsierd door de dood van Gordon Laing, die probeerde Ray Amm te volgen toen hij de gevallen Roy Godwin moest ontwijken. Daardoor kwam hij naast de baan terecht en kwam hij ten val. Anderson, die achter Amm en Laing reed, ging de pit in om de hulpverleners te waarschuwen, waardoor hij vijf plaatsen verloor. Na de race deelden acht man de koppositie in de WK-stand. Allemaal hadden ze een race gewonnen, maar verder geen enkel punt gescoord.
Dutch TT, Assen
De 350cc-klasse kreeg in haar vijfde race ook haar vijfde winnaar. Na Pierre Monneret, Rod Coleman, Ray Amm en Ken Kavanagh won dit keer Fergus Anderson, overtuigend met 2½ minuut voorsprong op zijn stalgenoot Enrico Lorenzetti en ruim drie minuten op Rod Coleman. Omdat Anderson in de Grand Prix van België tweede was geworden, nam hij de leiding in het wereldkampioenschap. Dat bleef nog helemaal open: de eerste acht konden nog makkelijk wereldkampioen worden.
GP van Duitsland, Solitudering
Net nu het erop leek dat Moto Guzzi het lek boven had en in twee GP's goed had gescoord, vielen Fergus Anderson, Enrico Lorenzetti en Ken Kavanagh terwijl ze aan de leiding gingen uit met technische problemen. Dat opende de weg voor Ray Amm, die de race won, maar de leiding in de WK-stand moest overlaten aan Rod Coleman, die met zijn AJS 7R3 tweede werd. Georg Braun scoorde een punt met de Schnell-Horex. DKW was vreemd genoeg niet verschenen, evenmin als MV Agusta. Zowel de DKW RM 350 als de MV Agusta 350 4C bevonden zich nog in het ontwikkelingsstadium.
GP van Zwitserland, Bremgarten
Nadat ze in de Grand Prix van Duitsland allemaal waren uitgevallen bleven de Moto Guzzi Monocilindrica 350's nu heel en Fergus Anderson en Ken Kavanagh beslisten de race binnen 0,3 seconde van elkaar. Ray Amm moest ruim een halve minuut toegeven en werd derde. Anderson steeg meteen naar de top van de WK-lijst, maar de 350cc-klasse bleef enorm spannend. Zelfs Derek Farrant, die tiende in de stand stond, kon theoretisch nog wereldkampioen worden, maar feitelijk ging het tussen Anderson, Amm en Rod Coleman.
GP de Nations, Monza
Na de GP van Zwitserland konden de eerste tien in de WK-stand (theoretisch) nog wereldkampioen worden, maar nu Fergus Anderson zijn vierde Grand Prix won kwam aan alle onzekerheid een einde. Tweede man in de stand Rod Coleman viel door een gescheurde benzinetank uit en Ray Amm werd slechts vijfde. Daarom kon Anderson zich al wereldkampioen noemen.
GP van Spanje, Montjuïc
Van de wereldkampioenen was alleen Fergus Anderson aanwezig in Spanje. In de 500cc-race was hij uitgevallen, maar hij won zijn vierde 350cc-race van het seizoen met ruim een halve minuut voorsprong op Duilio Agostini en de Gibraltarees John Grace. Van de achttien starters haalde er dertien de finish.

### Uitslagen 350cc-klasse
|   | Datum        | Race               | Circuit           | 1e              | 2e                | 3e                | Snelste ronde   |
| - | ------------ | ------------------ | ----------------- | --------------- | ----------------- | ----------------- | --------------- |
| 1 | 30 mei       | GP van Frankrijk   | Reims             | Pierre Monneret | Auguste Goffin    | Bob Matthews      | Pierre Monneret |
| 2 | 14 juni      | Isle of Man TT     | Mountain Course   | Rod Coleman     | Derek Farrant     | Bob Keeler        | Ray Amm         |
| 3 | 26 juni      | Ulster Grand Prix  | Dundrod           | Ray Amm         | Jack Brett        | Bob McIntyre      | Ray Amm         |
| 4 | 4 juli       | GP van België      | Spa-Francorchamps | Ken Kavanagh    | Fergus Anderson   | Siegfried Wünsche | Fergus Anderson |
| 5 | 10 juli      | TT van Assen       | Assen             | Fergus Anderson | Enrico Lorenzetti | Rod Coleman       | Fergus Anderson |
| 6 | 25 juli      | GP van Duitsland   | Solitude          | Ray Amm         | Rod Coleman       | Jack Brett        | Ken Kavanagh    |
| 7 | 22 augustus  | GP van Zwitserland | Bremgarten        | Fergus Anderson | Ken Kavanagh      | Ray Amm           | Fergus Anderson |
| 8 | 12 september | GP des Nations     | Monza             | Fergus Anderson | Enrico Lorenzetti | Ken Kavanagh      | Fergus Anderson |
| 9 | 3 oktober    | GP van Spanje      | Montjuïc          | Fergus Anderson | Duilio Agostini   | John Grace        | Fergus Anderson |

### Eindstand 350cc-klasse
| Pos. | Coureur           | Motorfiets | Ptn. |
| ---- | ----------------- | ---------- | ---- |
| 1    | Fergus Anderson   | Moto Guzzi | 38   |
| 2    | Ray Amm           | Norton     | 22   |
| 3    | Rod Coleman       | AJS        | 20   |
| 4    | Ken Kavanagh      | Moto Guzzi | 18   |
| 5    | Enrico Lorenzetti | Moto Guzzi | 15   |
| 6    | Jack Brett        | Norton     | 14   |
| 7    | Duilio Agostini   | Moto Guzzi | 9    |
| 8    | Bob McIntyre      | AJS        | 9    |
| 9    | Leo Simpson       | AJS        | 9    |
| 10   | Pierre Monneret   | AJS        | 8    |
| 11   | Auguste Goffin    | Norton     | 7    |
| 12   | Derek Farrant     | AJS        | 6    |
| 13   | Bob Matthews      | Velocette  | 6    |
| 14   | Bob Keeler        | Norton     | 4    |
| 14   | Siegfried Wünsche | DKW        | 4    |
| 14   | John Grace        | Norton     | 4    |

| Pos. | Coureur          | Motorfiets    | Ptn. |
| ---- | ---------------- | ------------- | ---- |
| 17   | Maurice Quincey  | Norton        | 4    |
| 17   | Georg Braun      | Schnell-Horex | 4    |
| 19   | Jacques Collot   | Norton        | 3    |
| 19   | Gordon Laing (†) | Norton        | 3    |
| 21   | Barry Stormont   | BSA           | 2    |
| 21   | Peter Davey      | Norton        | 2    |
| 21   | Karl Hofmann     | DKW           | 2    |
| 24   | Firmin Dauwe     | Norton        | 1    |
| 24   | John Clark       | AJS           | 1    |
| 24   | Alano Montanari  | Moto Guzzi    | 1    |

### Constructeurstitel 350cc-klasse
| Pos. | Constructeur | Ptn.    |
| ---- | ------------ | ------- |
| 1    | Moto Guzzi   | 40      |
| 2    | Norton       | 26 (36) |
| 3    | AJS          | 26 (34) |
| 4    | Velocette    | 6       |
| 4    | DKW          | 6       |
| 6    | NSU          | 3       |
| 7    | BSA          | 2       |
| 8    | Horex        | 1       |

(Punten tussen haakjes zijn inclusief streepresultaten)

## 250cc-klasse
Walter Froede had voor het seizoen 1954 de NSU Rennmax helemaal herzien: een van de koningsassen verdween en de slag werd korter. De machine leverde nu al 39 pk bij 11.500 tpm en was ongrijpbaar voor de concurrentie. Die bestond uit de Moto Guzzi Bialbero 250, die niet verder dan 28 pk kwam. Gedurende de eerste zes wedstrijden kwam er slechts één keer een andere machine op het podium: Helmut Hallmeier werd met een Adler derde in Duitsland. Toen Rupert Hollaus tijdens de training van de GP des Nations verongelukte trok NSU zich als fabrieksteam voorgoed terug uit het WK. Daardoor kon deze laatste race gewonnen worden door Arthur Wheeler met een Moto Guzzi. Romolo Ferri werd met een Guzzi tweede en Kurt Knopf werd derde. Hij reed met een NSU, maar was privérijder en gebruikte een productieracer, de NSU Sportmax. Werner Haas won vijf races en werd kampioen, Rupert Hollaus werd postuum tweede en Hermann Paul "HP" Müller werd derde.
GP van Frankrijk, Reims
In de 250cc-race waren de grootste kanshebbers er wel, en ze reden bijna allemaal op vernieuwde NSU Rennmaxen: Werner Haas, op slechts 0,3 seconde gevolgd door HP Müller en als derde Rupert Hollaus. De snelste Moto Guzzi Bialbero 250 (met Tommy Wood) werd op twee ronden gereden. Dat was niet verwonderlijk, want de Rennmax leverde nu al 39 pk, terwijl de Guzzi Bialbero slechts 28 paarden op de been bracht.
Isle of Man TT, Mountain Course
Werner Haas had tijdens de TT van 1953 al indruk gemaakt met zijn NSU Rennmax door tweede te worden, maar de vernieuwde machine met 39 pk was helemaal niet meer te verslaan. Haas won voor zijn stalgenoten Rupert Hollaus, Reg Armstrong en "Happi" Müller. De snelste Moto Guzzi Bialbero 250-rijder Fergus Anderson finishte bijna vier minuten na Haas, die een recordronde van 91,22 mijl per uur (146,80 kilometer per uur) reed.
Ulster Grand Prix, Dundrod
Net als in de Lightweight TT werd de 250cc-race volledig gecontroleerd door de NSU-rijders. Werner Haas won voor Hans Baltisberger en Hermann Paul Müller. Reg Armstrong en Rupert Hollaus komen in de uitslagen niet voor, maar hoorden waarschijnlijk onder de uitvallers. Dat waren er waarschijnlijk veel, want John Horne scoorde punten met zijn Rudge, evenals Bob Geeson met zijn zelfgebouwde REG. Opmerkelijk was dat Werner Haas, Rupert Hollaus en Hans Baltisberger dezelfde snelste rondetijd reden.
Dutch TT, Assen
Voor de vierde keer op rij won Werner Haas met zijn vernieuwde NSU Rennmax de 250cc-race. Daarmee was hij al zeker van de wereldtitel. Stalgenoot Rupert Hollaus kon theoretisch weliswaar nog op veertig punten komen, maar er moesten drie resultaten worden weggestreept. Haas kon de laatste drie races als "0" noteren, maar Hollaus moest ze allemaal winnen om vervolgens tien punten te moeten wegstrepen. Dat bracht zijn maximumscore op dertig punten.
GP van Duitsland, Solitudering
Werner Haas was al wereldkampioen 250 cc, maar hij won nu ook de vijfde Grand Prix op rij voor zijn stalgenoot Rupert Hollaus. Helmut Hallmeier werd derde met zijn Adler-tweetakt.
GP van Zwitserland, Bremgarten
Zoals het hele jaar al werd de 250cc-race gewonnen door NSU, maar omdat Werner Haas ten val kwam nam Rupert Hollaus de honneurs waar. Georg Braun werd tweede en HP Müller derde. Luigi Taveri werd in zijn thuisrace vierde met de Moto Guzzi Bialbero 250. Op de zevende plaats eindigde Florian Camathias, die later furore zou maken als zijspanracer.
GP de Nations, Monza
De 250cc-klasse werd getekend door het ontbreken van het hele fabrieksteam van NSU, maar het fabrieksteam van Moto Guzzi kon nog steeds niet echt indruk maken. De race werd gewonnen door privérijder Arthur Wheeler en op de derde plaats eindigde Kurt Knopf met een NSU-productieracer. In de stand van het wereldkampioenschap veranderde dan ook niet veel, want NSU was zo oppermachtig geweest dat Werner Haas, de verongelukte Rupert Hollaus en HP Müller onbedreigd de eerste drie plaatsten bleven bezetten.

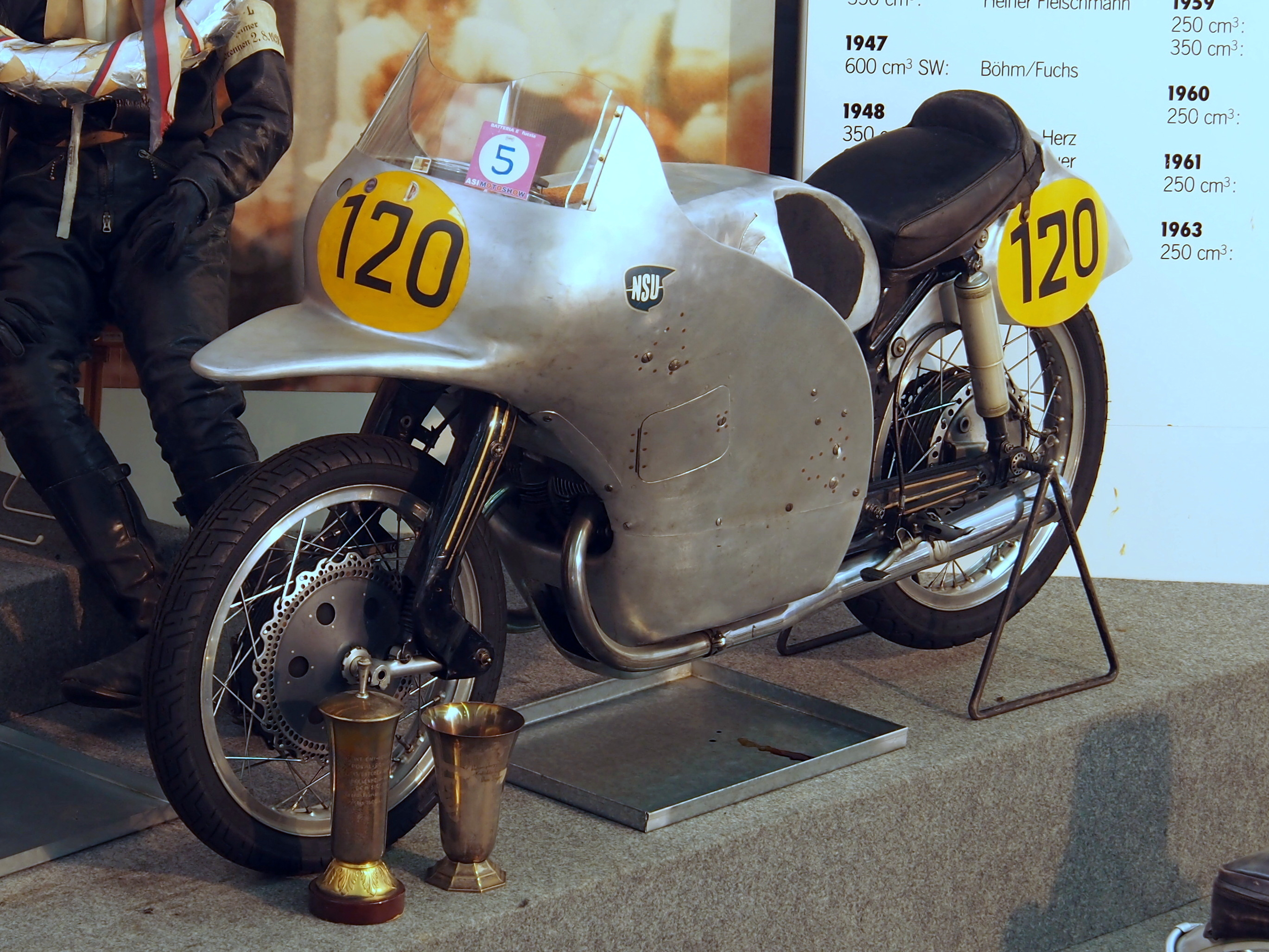
NSU Rennmax uit 1954

### Uitslagen 250cc-klasse
|   | Datum        | Race               | Circuit         | 1e             | 2e                  | 3e                  | Snelste ronde                                    |
| - | ------------ | ------------------ | --------------- | -------------- | ------------------- | ------------------- | ------------------------------------------------ |
| 1 | 30 mei       | GP van Frankrijk   | Reims           | Werner Haas    | Hermann Paul Müller | Rupert Hollaus      | Hermann Paul Müller                              |
| 2 | 14 juni      | Isle of Man TT     | Mountain Course | Werner Haas    | Rupert Hollaus      | Reg Armstrong       | Werner Haas                                      |
| 3 | 26 juni      | Ulster Grand Prix  | Dundrod         | Werner Haas    | Hans Baltisberger   | Hermann Paul Müller | Werner Haas, Rupert Hollaus en Hans Baltisberger |
| 4 | 10 juli      | TT van Assen       | Assen           | Werner Haas    | Rupert Hollaus      | Hermann Paul Müller | Werner Haas                                      |
| 5 | 25 juli      | GP van Duitsland   | Solitude        | Werner Haas    | Rupert Hollaus      | Helmut Hallmeier    | Rupert Hollaus                                   |
| 6 | 21 augustus  | GP van Zwitserland | Bremgarten      | Rupert Hollaus | Georg Braun         | Hermann Paul Müller | Rupert Hollaus                                   |
| 7 | 12 september | GP des Nations     | Monza           | Arthur Wheeler | Romolo Ferri        | Kurt Knopf          | Arthur Wheeler                                   |

### Eindstand 250cc-klasse
| Pos. | Coureur             | Motorfiets | Ptn.    |
| ---- | ------------------- | ---------- | ------- |
| 1    | Werner Haas         | NSU        | 32 (40) |
| 2    | Rupert Hollaus (†)  | NSU        | 26 (30) |
| 3    | Hermann Paul Müller | NSU        | 17 (19) |
| 4    | Arthur Wheeler      | Moto Guzzi | 15      |
| 5    | Hans Baltisberger   | NSU        | 14      |
| 6    | Georg Braun         | NSU        | 6       |
| 6    | Romolo Ferri        | Moto Guzzi | 6       |
| 8    | Roberto Colombo     | Moto Guzzi | 5       |
| 9    | Reg Armstrong       | NSU        | 4       |
| 9    | Helmut Hallmeier    | Adler      | 4       |
| 9    | Kurt Knopf          | NSU        | 4       |

| Pos. | Coureur           | Motorfiets | Ptn. |
| ---- | ----------------- | ---------- | ---- |
| 12   | Tommy Wood        | Moto Guzzi | 4    |
| 13   | Ken Kavanagh      | Moto Guzzi | 3    |
| 13   | Luigi Taveri      | Moto Guzzi | 3    |
| 15   | Fergus Anderson   | Moto Guzzi | 2    |
| 15   | John Horne        | Rudge      | 2    |
| 15   | Walter Reichert   | NSU        | 2    |
| 18   | Walter Vogel      | Adler      | 2    |
| 19   | Lanfranco Baviera | Moto Guzzi | 1    |
| 19   | Bob Geeson        | REG        | 1    |
| 19   | Angelo Marelli    | Moto Guzzi | 1    |

(Punten tussen haakjes zijn inclusief streepresultaten)

### Constructeurstitel 250cc-klasse
| Pos. | Constructeur | Ptn.    |
| ---- | ------------ | ------- |
| 1    | NSU          | 32 (51) |
| 2    | Moto Guzzi   | 17 (24) |
| 3    | Adler        | 5       |
| 4    | Rudge        | 2       |
| 5    | REG          | 1       |

(Punten tussen haakjes zijn inclusief streepresultaten)

## 125cc-klasse
In de 125cc-klasse bleef de NSU Rennfox nog steeds de snelste machine, hoewel Carlo Ubbiali met de MV Agusta regelmatig het podium mocht betreden en uiteindelijk tweede werd. De meeste wedstrijden werden gewonnen door Rupert Hollaus, die echter tijdens de training in Monza dodelijk verongelukte. Daarna trok NSU haar fabrieksteam voorgoed terug. Hollaus was al wereldkampioen. Hermann Paul Müller, al 44 jaar oud, werd met zijn NSU derde. Een jonge, opkomende Italiaanse ster eindigde als vierde in het kampioenschap: Tarquinio Provini met een Mondial.
Isle of Man TT, Clypse Course
De Ultra-Lightweight TT op de nieuwe Clypse Course werd een groot succes, hoewel er nog steeds maar achttien deelnemers waren. Werner Haas viel weliswaar uit met zijn NSU Rennfox, maar Rupert Hollaus won de race na een hevig gevecht met slechts vier seconden voorsprong op Carlo Ubbiali met de MV Agusta 125 Bialbero. Ook Cecil Sandford reed zijn MV Agusta naar het podium. Naast alle NSU's en MV Agusta's was de Montesa-tweetakt van John Grace een vreemde eend in de bijt, maar Grace werd er toch zevende mee.
Ulster Grand Prix, Dundrod
Ook het podium na de 125cc-race in Ulster kende alleen NSU-rijders. In de Ultra-Lightweight TT hadden Carlo Ubbiali en Cecil Sandford met hun MV Agusta125 Bialbero's nog goed partij gegeven tegen de NSU Rennfox van Rupert Hollaus, maar in Ulster waren ze kansloos. Ze moesten ook nog HP Müller, Hans Baltisberger en Werner Haas voor laten.
Dutch TT, Assen
Rupert Hollaus won de 125cc-race in Assen en had daarmee nu alle (drie) tot nu toe gereden races gewonnen. Toch was zijn wereldtitel nog niet helemaal zeker, want het seizoen was pas op de helft. HP Müller klom naar de tweede plaats in het kampioenschap.
GP van Duitsland, Solitudering
Ook in de 125cc-race werkte de rolverdeling bij NSU: Rupert Hollaus won zijn vierde Grand Prix en was daarme zeker van zijn wereldtitel. Werner Haas werd tweede voor Carlo Ubbiali met de MV Agusta 125 Bialbero.
GP de Nations, Monza
Tijdens de trainingen verongelukte Rupert Hollaus, waarna NSU zich terugtrok. Zonder deelname van het fabrieksteam van NSU leek het niet meer dan logisch dan dat de gevestigde orde van MV Agusta de punten zou verdelen. Dat lukte echter niet: Roberto Colombo, Angelo Copeta, Nello Pagani en Cecil Sandford haalden de finish niet en Carlo Ubbiali werd slechts derde achter de privérijder Guido Sala en de nieuwe fabrieksrijder van Mondial Tarquinio Provini. Vooral de tweede plaats van Provini was opvallend: hij gebruikte een Mondial 125 Bialbero, een machine waarmee in het hele seizoen nog geen punt gescoord was, maar die door Alfonso Druisiani grondig herzien was. De wereldtitel was echter al eerder beslist. Rupert Hollaus was postuum wereldkampioen.
GP van Spanje, Montjuïc
Zonder het team van NSU verwachtte men een overwinning van Carlo Ubbiali met de MV Agusta 125 Bialbero. Ubbiali reed ook de snelste ronde, maar viel uit. Tarquinio Provini, die in de GP des Nations nog tweede was geworden, trainde met de fabrieks-Mondial 125 Bialbero, maar besloot te starten met een productieracer, de Mondial 125 Monoalbero. Hij won de race voor Roberto Colombo en klom naar de vierde plaats in de WK-eindstand. De privérijders met MV Agusta 125 Monoalbero's vielen allemaal uit, waardoor een aantal Spaanse rijders met Spaanse motorfietsen punten scoorden: José Antonio Elizalde en Juan Bertrand met Montesa's, Arturo Paragues met een Lube (NSU) en Gabriel Corsín met een MV Avello (MV Agusta). Slechts 7 van de 17 deelnemers haalden de finish.

### Uitslagen 125cc-klasse
|   | Datum        | Race              | Circuit       | 1e                | 2e                  | 3e                    | Snelste ronde  |
| - | ------------ | ----------------- | ------------- | ----------------- | ------------------- | --------------------- | -------------- |
| 1 | 16 juni      | Isle of Man TT    | Clypse Course | Rupert Hollaus    | Carlo Ubbiali       | Cecil Sandford        | Rupert Hollaus |
| 2 | 24 juni      | Ulster Grand Prix | Dundrod       | Rupert Hollaus    | Hermann Paul Müller | Hans Baltisberger     | Carlo Ubbiali  |
| 3 | 10 juli      | TT van Assen      | Assen         | Rupert Hollaus    | Hermann Paul Müller | Carlo Ubbiali         | Rupert Hollaus |
| 4 | 25 juli      | GP van Duitsland  | Solitude      | Rupert Hollaus    | Werner Haas         | Carlo Ubbiali         | Rupert Hollaus |
| 5 | 12 september | GP des Nations    | Monza         | Guido Sala        | Tarquinio Provini   | Carlo Ubbiali         | Carlo Ubbiali  |
| 6 | 3 oktober    | GP van Spanje     | Montjuïc      | Tarquinio Provini | Roberto Colombo     | José Antonio Elizalde | Carlo Ubbiali  |

### Eindstand 125cc-klasse
| Pos. | Coureur               | Motorfiets | Ptn. |
| ---- | --------------------- | ---------- | ---- |
| 1    | Rupert Hollaus (†)    | NSU        | 32   |
| 2    | Carlo Ubbiali         | MV Agusta  | 18   |
| 3    | Hermann Paul Müller   | NSU        | 15   |
| 4    | Tarquinio Provini     | Mondial    | 14   |
| 5    | Werner Haas           | NSU        | 11   |
| 6    | Hans Baltisberger     | NSU        | 10   |
| 7    | Guido Sala            | MV Agusta  | 8    |
| 8    | Cecil Sandford        | MV Agusta  | 8    |
| 9    | Roberto Colombo       | MV Agusta  | 6    |
| 10   | José Antonio Elizalde | Montesa    | 4    |

| Pos. | Coureur           | Motorfiets | Ptn. |
| ---- | ----------------- | ---------- | ---- |
| 11   | Massimo Genevini  | MV Agusta  | 3    |
| 11   | Juan Bertran      | Montesa    | 3    |
| 13   | Ivor Lloyd        | MV Agusta  | 2    |
| 13   | Franco Bertoni    | MV Agusta  | 2    |
| 13   | Arturo Paragues   | Lube       | 2    |
| 16   | Karl Lottes       | MV Agusta  | 2    |
| 17   | Brian Purslow     | MV Agusta  | 1    |
| 17   | Angelo Copeta     | MV Agusta  | 1    |
| 17   | Willi Scheidhauer | MV Agusta  | 1    |
| 17   | Gabriel Corsín    | MV Agusta  | 1    |

### Constructeurstitel 125cc-klasse
| Pos. | Constructeur | Ptn.    |
| ---- | ------------ | ------- |
| 1    | NSU          | 32      |
| 2    | MV Agusta    | 24 (30) |
| 3    | Mondial      | 14      |
| 4    | Montesa      | 4       |
| 5    | Lube         | 2       |

(Punten tussen haakjes zijn inclusief streepresultaten)

## Zijspanklasse
In 1954 werd bij de Isle of Man TT voor het eerst sinds 19 jaar weer een zijspanklasse verreden. Dat gebeurde niet op het officiële circuit (de Snaefell Mountain Course), maar op de kortere Clypse Course. Eric Oliver won de Sidecar TT met zijn nieuwe passagier Les Nutt, maar de BMW's waren nu al erg sterk: ze bezetten de plaatsen twee, drie en vier. De TT telde mee voor het wereldkampioenschap, en Oliver/Nutt wonnen ook de Ulster GP en de Belgische GP, maar tijdens de Feldbergrennen in Duitsland brak Oliver een arm, waardoor hij in de laatste wedstrijden niet meer voluit kon gaan. Hij werd toch nog tweede achter Wilhelm Noll en Fritz Cron die de eerste titel voor BMW wonnen. Noll en Cron wonnen de drie laatste GP's.
Isle of Man TT, Clypse Course
Bij Norton had een personeelswisseling plaatsgevonden waar het de bakkenisten betrof: Les Nutt was overgestapt van Cyril Smith naar Eric Oliver en Stanley Dibben was van Oliver naar Smith gegaan. Oliver/Nutt wonnen de allereerste Sidecar TT met bijna twee minuten voorsprong op de BMW RS 54-combinatie van Fritz Hillebrand en Manfred Grunwald. Derde werd een andere BMW-combinatie: Willy Noll/Fritz Cron. Smith en Dibben vielen uit.
Ulster Grand Prix, Dundrod
Opnieuw ging de overwinning in de zijspanklasse naar Eric Oliver en Les Nutt. Teamgenoten Cyril Smith en Stanley Dibben haalden de eindstreep nu wel en werden tweede, voor de BMW-combinatie Willy Noll/Fritz Cron, die ondanks hun BMW RS 54-koningsasmotor weer een grote achterstand opliepen. De organisatie had haar bedenkingen tegen vrouwelijke deelnemers, maar Inge Stoll beantwoordde dat door in het zijspan van Jacques Drion een punt te scoren.
GP van België, Spa-Francorchamps
Eric Oliver en Les Nutt wonnen hun derde Grand Prix op rij en leken nu al op een nieuwe wereldtitel af te stevenen. Wilhelm Noll en Fritz Cron hadden op de snelle baan van Spa-Francorchamps wel voordeel van de hoge topsnelheid van hun BMW, zij werden tweede met bijna een minuut voorsprong op Cyril Smith en Stanley Dibben.
GP van Duitsland, Solitudering
De zijspanrace ving aan zonder WK-leider Eric Oliver, die tijdens de internationale Feldbergrennen een arm gebroken had. Wilhelm Noll en Fritz Cron zaten het hele seizoen al op het vinkentouw en wonnen de race. Ook een tweede BMW-team, Walter Schneider en Hans Strauß, versloeg Oliver's stalgenoten Cyril Smith/Stanley Dibben. Oliver behield de leiding in de WK-stand, maar Willy Noll naderde hem tot twee punten.
GP van Zwitserland, Bremgarten
Eric Oliver was nog steeds herstellende van een armbreuk, waardoor hij weliswaar kon deelnemen, maar slechts vijfde werd. Wilhelm Noll/Fritz Cron versloegen Cyril Smith/Stanley Dibben en kwamen daardoor op dertig punten in het wereldkampioenschap. Daar moesten ze echter vier punten van wegstrepen, waardoor ze gelijk met Oliver in het WK stonden en de Grand Prix des Nations de wereldtitel zou beslissen.
GP de Nations, Monza
Bij aanvang van de Italiaanse GP stonden Wilhelm Noll/Fritz Cron en Eric Oliver/Les Nutt samen aan de leiding van het WK, maar Oliver had waarschijnlijk nog veel last van zijn in juli gebroken arm en kwam niet aan de start. Een punt was dus voor Noll/Cron voldoende om wereldkampioen te worden. Ze wonnen de race voor Oliver's stalgenoten Cyril Smith/Stanley Dibben en haalden daarmee de eerste van negentien wereldtitels voor BMW binnen. Willi Faust/Karl Remmert werden derde. Ook Jacques Drion was inmiddels van Norton overgestapt op BMW, en hij werd met Inge Stoll in het zijspan vierde.

### Uitslagen zijspanklasse
|   | Datum        | Race               | Circuit           | 1e                        | 2e                                  | 3e                           | Snelste ronde             |
| - | ------------ | ------------------ | ----------------- | ------------------------- | ----------------------------------- | ---------------------------- | ------------------------- |
| 1 | 18 juni      | Isle of Man TT     | Clypse Course     | Eric Oliver / Les Nutt    | Fritz Hillebrand / Manfred Grunwald | Wilhelm Noll / Fritz Cron    | Eric Oliver / Les Nutt    |
| 2 | 26 juni      | Ulster Grand Prix  | Dundrod           | Eric Oliver / Les Nutt    | Cyril Smith / Stanley Dibben        | Wilhelm Noll / Fritz Cron    | Eric Oliver / Les Nutt    |
| 3 | 4 juli       | GP van België      | Spa-Francorchamps | Eric Oliver / Les Nutt    | Wilhelm Noll / Fritz Cron           | Cyril Smith / Stanley Dibben | Eric Oliver / Les Nutt    |
| 4 | 25 juli      | GP van Duitsland   | Solitude          | Wilhelm Noll / Fritz Cron | Walter Schneider / Hans Strauß      | Cyril Smith / Stanley Dibben | Wilhelm Noll / Fritz Cron |
| 5 | 22 augustus  | GP van Zwitserland | Bremgarten        | Wilhelm Noll / Fritz Cron | Cyril Smith / Stanley Dibben        | Willi Faust / Karl Remmert   | Wilhelm Noll / Fritz Cron |
| 6 | 12 september | GP des Nations     | Monza             | Wilhelm Noll / Fritz Cron | Cyril Smith / Stanley Dibben        | Willi Faust / Karl Remmert   | Wilhelm Noll / Fritz Cron |

### Eindstand zijspanklasse
| Pos. | Coureur          | Bakkenist          | Motorfiets       | Ptn.    |
| ---- | ---------------- | ------------------ | ---------------- | ------- |
| 1    | Wilhelm Noll     | Fritz Cron         | BMW              | 30 (38) |
| 2    | Eric Oliver      | Les Nutt           | Norton-Watsonian | 26      |
| 3    | Cyril Smith      | Stanley Dibben     | Norton-Watsonian | 22 (26) |
| 4    | Walter Schneider | Hans Strauß        | BMW              | 14 (16) |
| 5    | Fritz Hillebrand | Manfred Grunwald   | BMW              | 14      |
| 6    | Willi Faust      | Karl Remmert       | BMW              | 8       |
| 7    | Jacques Drion    | Inge Stoll-Laforge | Norton / BMW     | 6       |
| 8    | Otto Schmid      | Otto Kölle         | Norton           | 3       |
| 9    | Loni Neußner     | Werner Öxner       | Norton           | 2       |
| 10   | Bill Boddice     | John Pirie         | Norton           | 1       |
| 10   | Julien Deronne   | Jules Nies         | Norton           | 1       |
| 10   | Ernst Kussin     | Franz Steidel      | Norton           | 1       |
| 10   | Hans Haldemann   | Luigi Taveri       | Norton           | 1       |
| 10   | René Bétemps     | André Drivet       | Norton           | 1       |

(Punten tussen haakjes zijn inclusief streepresultaten)

### Constructeurstitel zijspanklasse
Omdat Norton en BMW in de strijd om de constructeurstitel exact evenveel punten en overwinningen hadden gehaald en ook de overige plaatsen precies gelijk waren, werden alle race-tijden van de beste duos bij elkaar opgeteld. Norton won met 1:32,8 minuten voorsprong op BMW en kreeg de titel.
| Pos. | Constructeur | Ptn.    |
| ---- | ------------ | ------- |
| 1    | Norton       | 30 (40) |
| 2    | BMW          | 30 (40) |

(Punten tussen haakjes zijn inclusief streepresultaten)

## Nasleep van de dood van Rupert Hollaus
De dood van Hollaus had grote gevolgen voor de motorsport: de vraag rees of de veiligheid wel gediend was met de druppelstroomlijn, die de snelheid verhoogde maar ook het sturen en remmen bemoeilijkte. Enkele jaren later werd ze verboden. NSU, in 1953 én 1954 dubbelkampioen in de 125- en de 250cc-klasse stapte onmiddellijk uit de racerij. De Rennfox en de Rennmax verdwenen van de circuits. Er werd nog wel geracet met de NSU Sportmax, maar die was buiten de fabriek ontwikkeld en gebouwd door Karl Kleinbach.